# Den sidste metro
Den sidste metro er en fransk film fra 1980 instruerer af Francois Truffaut.

## Handling
Marion Steiner (Catherine Deneuve) bliver nødt til, at lede teatret Théâtre Montmarte i Paris under den tyske besættelse, da hendes mand, der er jøde, er blevet nødt til at flygte. For at redde teatret har hun ansat en ny stjerne, Barnard Granger (Gérard Depardieu) til teatrets næste stykke. Imidlertid forelsker Marion sig i Bernard under prøverne. Deres kærlighed er imidlertid umulig, da Barnard er i modstandsbevægelsen og Lucas ikke er flygtet så langt væk, som alle tror.

## Medvirkende
- Marion Steiner : Catherine Deneuve
- Lucas Steiner : Heinz Bennent
- Bernard Granger : Gerard Depardieu
- Jean-Loup Cottin : Jean poiret
- Germaine Fabre : Paulette Dubost
- Nadine Marsac : Sabine Haudepin
- Gestapo officer : Richard Borhinger
- Arlette Guillaume : Andréa Ferréol

## Priser
- César for bedste film
- César for bedste instruktør – François Truffaut
- César for bedste original manuskript eller bearbejdelse – François Truffaut og Suzanne Schiffman
- César for bedste mandlige hovedrolle – Gérard Depardieu
- César for bedste kvindelige hovedrolle – Catherine Deneuve
- César for bedste musik skrevet til en film – Georges Delerue
- César for bedste scenografi  – Jean-Pierre Kohut-Svelko
- César de la meilleure photographie – Néstor Almendros
- César for bedste lyd – Michel Laurent
- César for bedste klipning – Martine Barraqué

## Eksterne links
- Den sidste metro på Internet Movie Database (engelsk)
- Den sidste metro på Filmdatabasen
- Den sidste metro på Scope
- Den sidste metro i Svensk Filmdatabas (svensk)
- Den sidste metro på AlloCiné (fransk)
- Den sidste metro på MovieMeter (nederlandsk)
- Den sidste metro på AllMovie (engelsk)
- Den sidste metros profil hos Encyclopædia Britannica Online (engelsk)
- Den sidste metro på Turner Classic Movies (engelsk)
- Den sidste metro på The Movie Database (engelsk)

| Priser           | Priser                     | Priser                          |
| ---------------- | -------------------------- | ------------------------------- |
| Foregående: Tess | César for bedste film 1981 | Efterfølgende: La Guerre du feu |